# Deguelin
El deguelin és un derivat de la rotenona, amb la fórmula química C23H22O₆. Tots dos són composts classificats com a rotenoids de la família dels flavonoids i són insecticides naturals. Poden ser produïts per extracció a partir de diverses espècies de plantes pertanyents a tres gèneres de la Fabaceae o família dels llegums, Lonchocarpus, Derris, o Tephrosia.
L'extracte d'arrel de Lonchocarpus utilis de Lonchocarpus urucu s'utilitza com un insecticida comercial i piscícida (verí per a peixos). Els principals ingredients actius són la rotenona i deguelin. Encara que "orgànic" (produït per la naturalesa) la reïna cubé ja no és considerada segura pel medi ambient.

## Deguelin i l'activitat contra el càncer
Deguelin mostra activitat anticancerosa en inhibir el creixement de cèl·lules pre-canceroses i canceroses, particularment pel càncer de pulmó. Fins ara, el compost no ha mostrat efectes tòxics sobre les cèl·lules normals. No obstant això, es creu que altes dosis de deguelin poden causar efectes negatius en cor, pulmons i nervis. Els mecanismes moleculars que inclouen la inducció de l'apoptosi, intervingudes a través de vies de senyalització AKT / PKB en cèl·lules malignes i premalignes de l'epiteli bronquial humà (HBE), amb només efectes mínims sobre les cèl·lules normals del HBE. Per tant, deguelin inhibeix l'AKT cinasa fosfoinositol-3-fosfat (PI3K)-depenent i vies PI3K-independent.

## Deguelin i la malaltia de Parkinson
Les recerques han demostrat una correlació entre deguelin intravenós i la malaltia de Parkinson en rates. L'estudi no suggereix que l'exposició deguelin és responsable de la malaltia de Parkinson en els éssers humans, però és consistent amb la creença que l'exposició crònica a les toxines ambientals poden augmentar la probabilitat de la malaltia.